# 大头兔儿风
大头兔儿风（学名：Ainsliaea macrocephala）为菊科兔儿风属下的一个种。